# Moneta grandis
Moneta grandis là một loài nhện trong họ Theridiidae.
Loài này thuộc chi Moneta. Moneta grandis được Eugène Simon miêu tả năm 1905.